# Gamla godingar
Gamla Godingar 107.1 Vinyl er en svensk radiostation ejet af SBS Radio. Kanalen spiller musik fra 1960'erne, og den sender i Stockholmsområdet, samt via internettet. Oprindeligt hed den Vinyl 107, men i forbindelse med en relancering i sommeren 2005 blev navnet ændret.

## Ekstern henvisning
Gamla godingar 107.1 Vinyl Arkiveret 26. januar 2013 hos  Wayback Machine
| Radio | Spire Denne artikel om radio eller radioprogrammer er en spire som bør udbygges. Du er velkommen til at hjælpe Wikipedia ved at udvide den. |